# Pietro Mattio
Pietro Mattio (* 27. Juni 2004 in Cuneo) ist ein italienischer Radrennfahrer, der im Straßenradsport aktiv ist.

## Sportlicher Werdegang
Bis 2021 auf der Straße und auf dem Mountainbike aktiv, wurde Mattio 2022 mit dem Wechsel in die U23 Mitglied im Jumbo-Visma Development Team und konzentrierte sich ausschließlich auf den Straßenradsport. In den drei Jahren im Team blieb er zwar ohne Sieg, fuhr aber wiederholt Top-10-Platzierungen ein, unter anderem als Etappendritter beim Giro Next Gen 2025, als Fünfter bei Paris–Roubaix Espoirs 2025 sowie mit dem Nationalteam als Gesamtzweiter des Orlen Nations Grand Prix 2024.
Aufgrund seiner positiven Entwicklung im Development-Team erhielt Mattio zur Saison 2026 einen Vertrag beim UCI WorldTeam von Visma-Lease a Bike.

## Erfolge
2024
- Bergwertung Orlen Nations Grand Prix